# Fort Abraham Lincoln
Artikeln behandlar fortet utanför Mandan, North Dakota. För andra betydelser, se Fort Lincoln.
Fort Abraham Lincoln, idag Fort Abraham Lincoln State Park, är en tidigare militär anläggning för USA:s armé som sedan 1907 är en officiell delstatspark, belägen 11 km söder om Mandan i Morton County, North Dakota. I parken finns den rekonstruerade indianbyn Mandan On-A-Slant och ett antal rekonstruerade militära byggnader, bland dessa George Custers rekonstruerade officersbostad.

## Historia

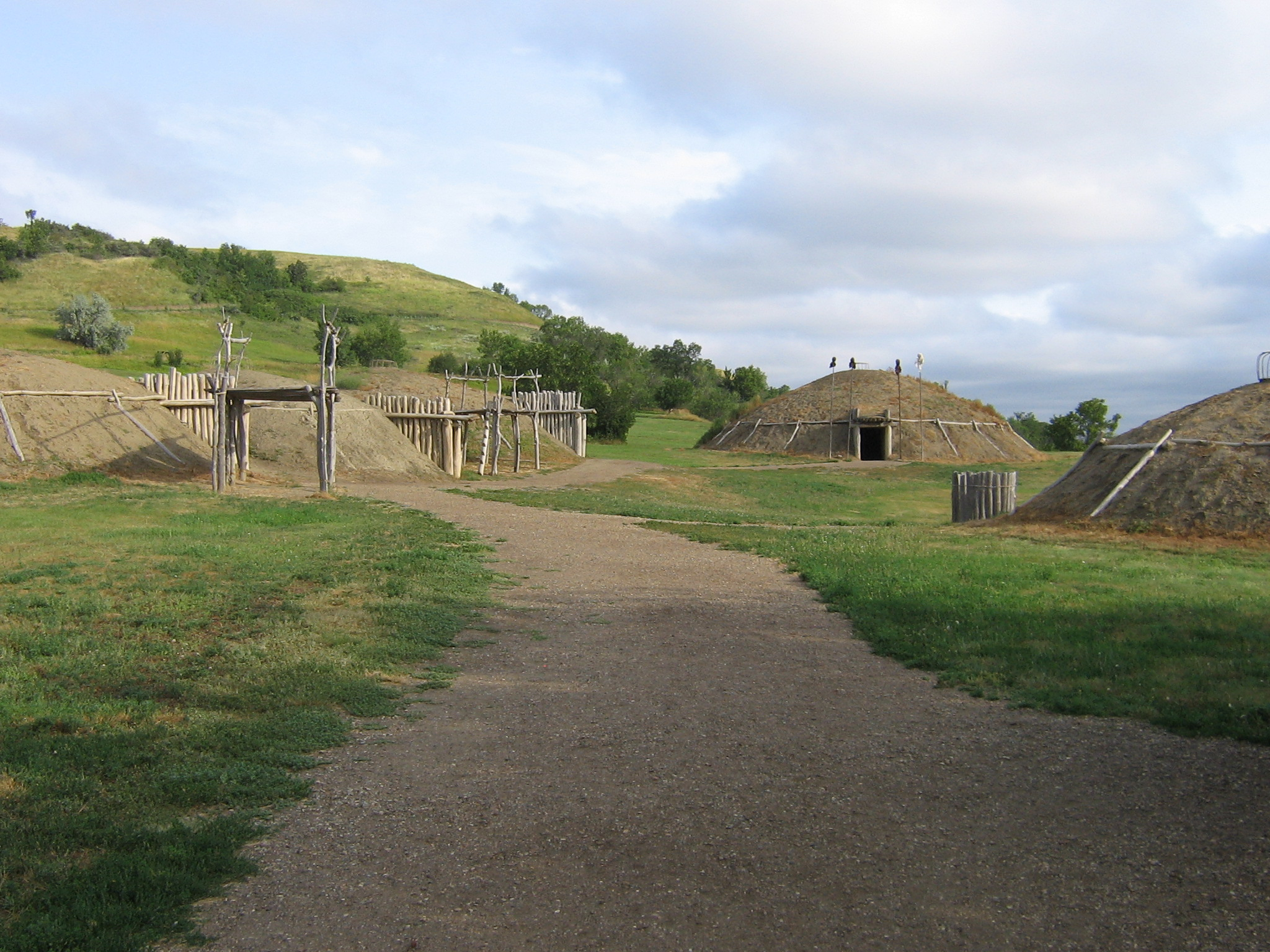
Rekonstruerade jordtäckta hyddor av den typ som byggdes av Mandanstammen.

Den ursprungsamerikanska Mandanstammen grundade en by vid sammanflödet av Heart River med Missourifloden omkring år 1575. De uppförde jordtäckta hyddor och ett blomstrande samhälle som främst försörjdes genom buffeljakt och jordbruk. Omkring tvåhundra år senare minskade den lokala Mandanbefolkningen kraftigt till följd av ett utbrott av smittkoppor och överlevarna grundade en ny by längre norrut. I juni 1872 uppfördes den militära posteringen Fort McKeen på platsen för den äldre indianbyn av det 6:e amerikanska infanteriregementet under överstelöjtnant Daniel Huston junior (1824-1884), tvärs över Missourifloden från Bismarck i vad som då var Dakotaterritoriet.
Fortet var hem för tre infanterikompanier och uppkallades efter den tidigare presidenten Abraham Lincoln 19 november 1872. Det utvidgades söderut med en kavalleripostering med sex kompanier. Bland de 78 permanenta träbyggnaderna vid Fort Lincoln fanns ett postkontor, ett telegrafkontor, baracker för de nio armékompanierna, sju officersbostäder, sex stall, en vaktstuga, ett spannmålsmagasin, kvartersmästarens lagerbyggnad, bageri, sjukstuga, tvätteri och skogshuggarbostäder. Vatten transporterades med vagn från Missourifloden, medan timmer levererades av kontrakterade skogshuggare. År 1873 hade det 7:e kavalleriet posterats vid fortet för att övervaka uppförandet av Northern Pacific Railway. Den förste befälhavaren för den utvidgade garnisonen var överstelöjtnant George Armstrong Custer, som förde befälet fram till sin död 1876.
År 1876 använde USA:s armé fortet som utgångspunkt för Custers expedition under det stora Black Hills-kriget mot Siouxerna 1876–1877, vilket resulterade i Custers nederlag vid Slaget vid Little Bighorn. Arméns målsättning var att tvinga tillbaka de indianstammar som inte skrivit under avtal till sina respektive reservat. Custer och omkring halva regementet återvände inte till Fort Lincoln utan stupade. 
Fortet övergavs slutligen 1891 efter att järnvägen till Montana färdigställts 1883. Året efter att fortet övergivits monterades byggnaderna ned av ortsbor för återanvändning av timret och spikarna. År 1895 grundades en ny militär postering med samma namn, Fort Lincoln, men denna militärbas kom att förläggas till andra sidan floden närmare Bismarck. År 1907 undertecknade president Theodore Roosevelt överlämnandet av det tidigare militära området till delstaten som en officiell delstatspark, Fort Abraham Lincoln State Park.
Civilian Conservation Corps byggde 1934 ett besökscentrum, vindskydd och vägar på platsen. De rekonstruerade även militära timmerbyggnader och placerade hörnstenar för att markera de ursprungliga byggnadernas plats, samt byggde repliker av Mandanhyddor. Ytterligare repliker av hyddor har därefter uppförts på platsen som idag har en hel kopia av en Mandanby, kallad "On-a-Slant Village". En rekonstruerad version av George Custers befälhavarbostad uppfördes i parken 1989 till delstaten North Dakotas hundraårsjubileum.